# 아시아의 제2차 세계 대전 종전
제2차 세계 대전은 공식적으로 1945년 9월 2일 전함 USS 미주리에서 일본이 항복을 조인하며 아시아에서 종전하게 되었다. 일본의 항복 직전 미국이 일본 히로시마와 나가사키에 2차례 원자폭탄을 투하한 데 이어 소련이 일본을 침공하기 시작함에 따라 1945년 8월 15일 쇼와 천황이 포츠담 선언을 수용한다는 옥음방송을 발표하고, 9월 2일에는 항복식을 치렀다.
항복식 이후 태평양 전역의 잔존 일본군들이 항복하기 시작해 1945년 10월 25일 타이완 총독부 휘하 일본군이 장제스에게 항복한 것이 마지막 대규모 일본군의 항복이었다. 미국은 1952년 4월 28일 샌프란시스코 강화 조약이 발효될 때까지 일본 본토를 점령했다.

## 전조

### 소련의 대일전
1943년 11월 28일부터 12월 1일까지 열렸던 테헤란 회담에서 소련은 "독일이 패망"한 후 일본을 침공하기로 합의하였으나, 정확한 침공 날짜나 시점이 정해지진 않았으며 1945년 2월 4일부터 11일까지 열렸던 얄타 회담에서 소련은 독일 패망 후 2~3개월 안에 일본을 침공하기로 약속하였다. 1945년 4월 5일, 소련은 1941년 4월 13일 처음으로 체결하였던 소련-일본 중립 조약의 연장을 지속하지 않고 파기하겠다고 통보했다.

### 유럽 전구 종전
1945년 일본의 최대 동맹국들이 유럽에서 항복하기 시작해, 1945년 4월 29일 이탈리아에 남아 있던 마지막 이탈리아군들인 "카세르타 잔당"들이 항복하였고 5월 8일에는 독일이 항복하면서 유일한 추축 강대국은 일본만 남게 되었다.

### 포츠담 회담과 선언

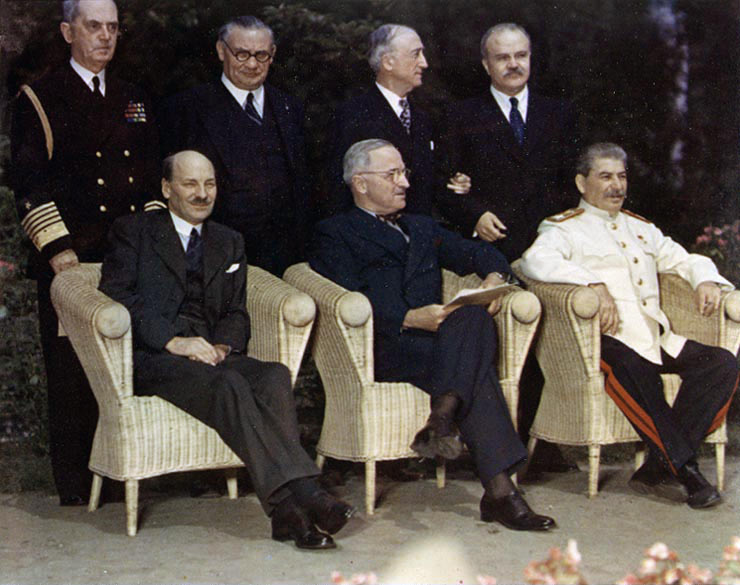
포츠담 선언 당시 사진. 왼쪽부터 영국의 클레멘트 애틀리, 미국의 해리 S. 트루먼, 소련의 이오시프 스탈린.

1945년 7월 17일 포츠담 회담이 시작되었다. 추축국이 항복한 이후 유럽의 전후 협상을 주로 다뤘지만 그 외에도 연합국은 대일전 논의도 같이 진행하였고 7월 26일 포츠담 선언을 발표하여 일본의 무조건 항복 요구와 일본이 항복하지 않을 경우 발생할 "즉시적이고 완전한 파괴"를 선언하였다. 다만 포츠담 선언에서 최후통첩이 일본이 "인종이 노예화되거나 국가가 파괴되진 않을 것"이라고 덧붙였다.
포츠담 선언이 발표되기 전까지 일본은 연합국과 평화 협상을 맺길 원했고, 1944년 봄부터 일본 정부는 평화 협상을 깔기 위한 움직임을 보이기 시작했다. 1945년 4월 7일 스즈키 간타로 내각이 출범하자 일본 정부 내에서는 평화를 목표로 삼고 움직이기 시작했다. 연합국과 비공식적인 대화통로를 만들기 위해 일본은 고노에 후미마로 황족을 소련의 모스크바로 보내 소련을 통해 종전 협상을 시도했다. 하지만 소련 측은 전쟁 선포 전에 일본이 연합국과 종전하는 것을 원치 않았으며 소련을 통한 종전 협상을 거부하였다.
한편 포츠담 선언이 발표되자 스즈키 총리는 흔히 "모쿠사쓰(黙殺)"라고 하는 정책을 발표했는데 이는 "논평을 묵살한다. 보류한다."라는 뜻에 가깝다. 하지만 일본의 대외 선전방송인 라디오 도쿄나 도미 통신과 같은 언론들은 일본이 "포츠담 선언을 무시하다"(ignore)라고 직접 발표했고, 이는 사실상 포츠담 선언을 무시한다는 의미로 받아들여져 미국이 원자폭탄 투하를 완전히 굳히게 된다.

## 최종장

### 원자폭탄 투하
1945년 8월 6일, 포신형 핵무기인 리틀 보이가 중령 폴 티비츠가 기장인 보잉 B-29 슈퍼포트리스 이놀라 게이에 실러 히로시마시에 투하되었다. 히로시마의 핵투하는 핵무기가 실전 전장에 사용된 최초의 사례이다. 원자폭탄 투하로 히로시마에서 7만명이 즉사하고 연말까지 원폭의 영향으로 3만명이 더 사망하였다. 히로시마시는 원자 폭탄의 파괴력을 측정하기 위한 시험 투하 대상으로 미리 선정되었던 후보 도시였다.
히로시마의 원자폭탄 투하 이후 트루먼 미국 대통령은 "우리는 역사상 가장 위대한 과학적 도박에 20억 달러를 투자했고 이겼다"라고 말했다.
1945년 8월 9일에는 더 강력한 내폭형 플루토늄 핵무기인 팻 맨이 소령 찰스 스위니가 기장인 복스카에 실러 나가사키에 투하되었다. 원래 투하 대상 도시는 고쿠라시(현 기타큐슈시의 일부)였으나 투하 당일 고쿠라시 하늘이 짙은 구름이 끼어 비행기가 제2목표인 나가사키로 가서 투하되었다. 나가사키의 원폭 투하로 4만명이 즉사하고, 연말까지 원폭의 영향으로 3만명이 더 사망하였다.
히로시마와 나가사키의 원자폭탄 투하는 쇼와 천황이 연합군에게 항복하기로 결정한 계기 중 하나이다.

### 소련의 대일전 참전 및 한반도 분단 논의
1945년 8월 8일 소련은 소련-일본 중립 조약을 완전 파기하고 일본에게 선전포고하였다. 소련의 전쟁 선포로 소련을 통한 일본의 강화 협상 자체가 무산되었고, 이는 일본의 항복 결정에 큰 영향을 미쳤다. 전쟁 선포 직후 소련의 붉은 군대는 만주 전역을 침공하기 시작한다. 8월 10일에는 소련이 가라후토청을 침공하기 시작했다.
8월 11일에는 미국이 일반령 제1호의 초안을 작성해 한반도 내 소련과 미국의 점령지를 북위 38도선으로 구분하여 38도선 위는 소련, 38도선 아래는 미국이 점령하기로 결정하였다.

### 비공식적 항복
나가사키에 원자폭탄이 투하된 8월 9일, 쇼와 천황은 어전회의에서 일본이 전쟁을 더는 지속할 수 없을 것으로 믿고 있다고 말했다. 다음 날 일본 외무성은 연합국에게 포츠담 선언을 받아들일 의사가 있다고 타전했다. 8월 14일 저녁, 쇼와 천황은 NHK 방송 스튜디오에서 포츠담 선언을 받아들인다는 내용의 옥음방송을 녹화하였다. 이 녹음방송은 다음 날인 8월 15일 정오에 방송되었다.

### 비공식적 항복 이후
8월 17일
맥아더 장군이 일반령 제1호를 공표하였다.
8월 18일
일본 공군이 일본 상공의 사진 정찰 임무를 진행 중이던 제312 항공체계단 제386 전술전투비행대대 소속 컨솔리데이티드 B-32 도미네이터 2기를 공격한다. 이 항공전으로 B-32 호보 퀸 2세의 촬영보조원인 19세의 부사관 앤서니 매르치온느가 사망했다. 매르치온느는 제2차 세계 대전에서 공중전으로 사망한 최후의 병사이다.
또한 소련군이 슘슈섬에 상륙 작전을 펼치기 시작하면서 쿠릴 열도 상륙 작전이 시작되었다.
8월 23일
슘슈섬의 마지막 일본군이 소련군에게 항복하면서 슘슈섬 전투가 종결되었다.
8월 27일
B-27 폭격기가 일본 수용소 내 포로들에게 보급품을 투하하기 시작했다.
8월 29일
소련군이 한반도 내 포로들에게 보급품을 투하하던 보잉 B-29 슈퍼포트리스 1기를 격추하다.
8월 30일
미국의 더글러스 맥아더 장군이 아쓰기 해군 비행장에 도착하면서 연합군의 일본 점령기가 시작된다. 또한 영국은 영국령 홍콩에 상륙하여 수복하는 데 성공한다.
9월 2일
도쿄만에 정박한 미국 전함 USS 미주리에서 일본의 항복식이 공식적으로 조인되었다. 트루먼 미 대통령은 공식적으로 일본으로부터 승리한 날이라고 선언한다.

## 공식 항복 이후
9월 2일
영국령 말레이의 피낭주에 주둔하던 일본군이 항복하고 영국군은 법학자 작전으로 피낭을 수복하기 시작한다.
9월 4일
웨이크섬의 일본군이 항복하였다.
9월 5일
영국군이 싱가포르에 상륙한다. 또한 소련군이 쿠릴 열도 상륙 작전을 마치다.
9월 6일
라바울과 파푸아뉴기니의 일본군이 항복하였다.
9월 8일
맥아더 장군이 도쿄에 입성한다. 또한 미군이 인천항에 상륙하여 38선 이남 한반도를 점령하기 시작한다.
9월 9일
중국 본토의 일본군이 항복하였다. 조선총독부를 중심으로 한반도에 있던 일본군도 항복하였다.
9월 10일
보르네오섬의 일본군이 항복하였다. 라부안에 주둔한 일본군도 항복하였다.
9월 11일
사라왁주의 일본군이 항복하였다.
9월 12일
싱가포르의 일본군이 공식적으로 항복하였다.
9월 13일
버마의 일본군이 공식적으로 항복하였다.
9월 16일
홍콩의 일본군이 공식적으로 항복하였다.
10월 25일
타이완의 일본군이 중화민국의 총통 장개석에게 항복하였다.

### 태국
1945년 일본의 패전 이후 영국을 제외한 대부분의 국제사회는 태국의 선전포고가 일본의 협박 아래 이루어진 것이라며 선전포고의 유효성이 없다고 받아들었다. 태국은 연합국에게 점령당하지 않았으나 점령하였던 프랑스 측의 영토는 전부 다시 프랑스에게 주어야 했다. 전후 태국은 미국과 깊은 관계를 맺고 동남아시아에서 주변국의 공산주의 혁명을 보호하는 국가로 인정받았다.

### 일본 점령
제2차 세계 대전 종전 이후 일본은 미국이 주도하고 그 외 영국, 호주, 인도, 뉴질랜드 등이 참여하는 연합국에게 점령당했다. 연합국의 일본 점령은 일본 열도가 외국 열강에게 완전히 점령당한 최초의 사례이다. 1951년 9월 8일 서명된 샌프란시스코 강화조약으로 연합국 점령의 종식이 확정되었으며, 1952년 4월 28일 강화 협정의 발효로 연합국의 일본 점령기가 끝났다.

## 같이 보기
- 제2차 세계 대전 말기 추축군의 항복 연표
- 잔류일본병
- 제2차 세계 대전의 여파